# Louis Vignancour
Pour les articles homonymes, voir Vignancour.
Louis Vignancour est un homme politique français né le 22 août 1841 à Saint-Palais (Pyrénées-Atlantiques) et mort le 12 janvier 1900 à Paris.

## Biographie
Fils du président du tribunal d'Orthez, il est avocat à Pau. Il est député des Basses-Pyrénées de 1876 à 1885 puis de 1887 à 1891, siégeant à gauche. Il est l'un des 363 qui refusent la confiance au gouvernement de Broglie le 16 mai 1877. Battu aux élections d’octobre 1877, il est réélu en mai 1878 après l'invalidation de l'élection. Réélu en 1881, à nouveau battu en 1885, il retrouve son siège de député en 1887, lors d'une élection partielle. Réélu en 1889, il est élu sénateur en 1891 et s'inscrit au groupe de la Gauche républicaine.
Louis Vignancour, père d'Andrée Vignancour, est le grand-père maternel de Jean-Louis Tixier-Vignancour, homme politique, et de Raymond Noël Tixier, hockeyeur sur gazon et aviateur.